# Alfred Dickersbach

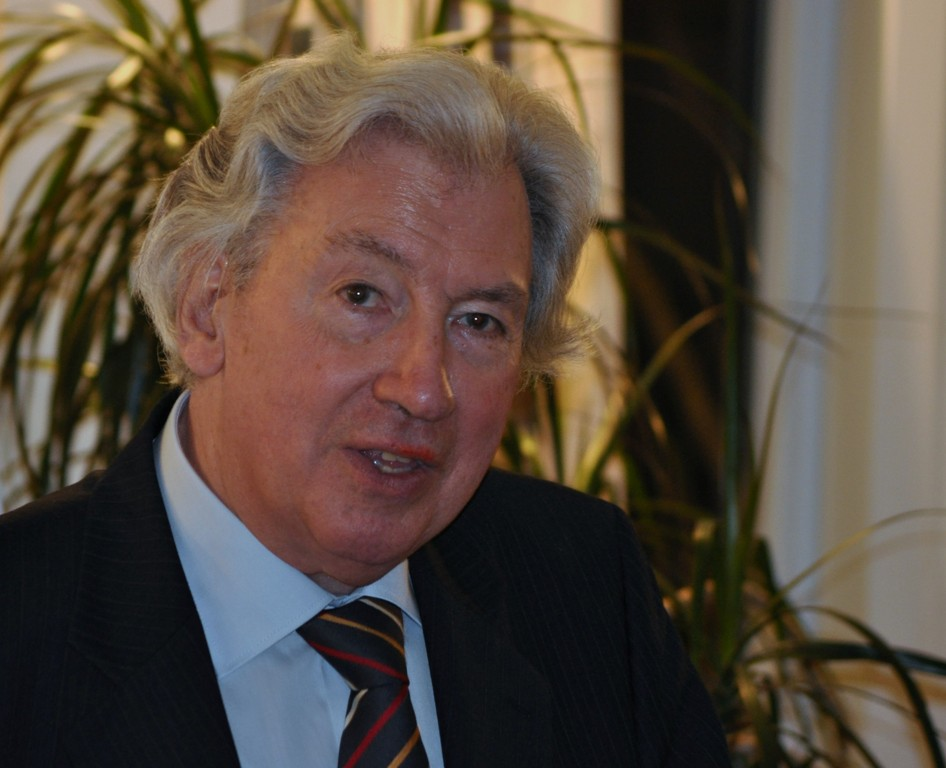
Alfred Dickersbach (2011)

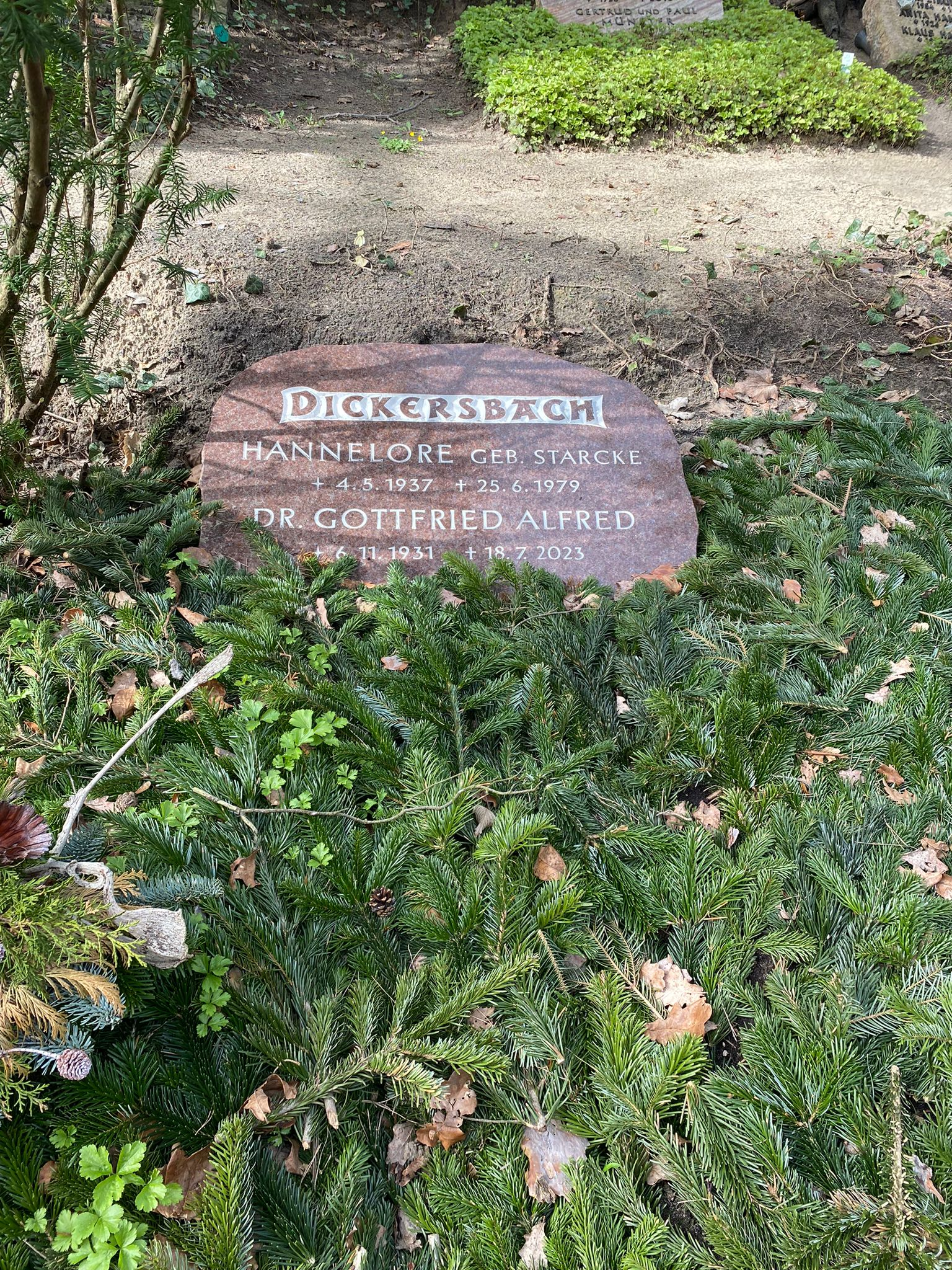
Grabstätte auf dem Friedhof Heerstraße

Gottfried Alfred Dickersbach  (* 6. November 1931 in Aachen; † 18. Juli 2023) war ein deutscher Verwaltungsjurist und Richter.

## Leben
Nach dem Abitur am Kaiser-Karls-Gymnasium studierte Dickersbach Rechtswissenschaft an der Universität Köln und der Ludwig-Maximilians-Universität München. Das Referendarexamen bestand er 1957. Mit einer Doktorarbeit bei Karl Schneidewin wurde er 1960 in Köln zum Dr. iur. promoviert. Nach dem Assessorexamen war er von 1961 bis 1964 Zivil- und Strafrichter in Aachen und Köln. Von 1964 bis 1976 war er Kabinetts-, Landtags- und Bundesratsreferent im Justizministerium des Landes Nordrhein-Westfalen, zuletzt als Ministerialrat.
1976 wurde er als Bundesrichter an das Bundesverwaltungsgericht in Berlin berufen. Ab 1986 war er Vorsitzender Richter. Er publizierte viel zum Öffentlichen Recht. Seit seiner Pensionierung (1996) lebte er in Elmshorn. Er war als Rechtsanwalt in Schleswig-Holstein zugelassen und arbeitete in der Kanzlei eines Sohnes in Berlin.
Alfred Dickersbach starb im Juli 2023 im Alter von 91 Jahren und wurde auf dem Friedhof Heerstraße beigesetzt.

## Werke (Auswahl)
- Die Rechtsprechung des Bundesverwaltungsgerichts zum Grundgesetz (1979–1987). In: Jörg Paul Müller: Das öffentliche Recht der Gegenwart.Dig.
- mit Gregor Geller (Begr.), Kurt Kleinrahm und Jörg-Detlef Kühne: Die Verfassung des Landes Nordrhein-Westfalen. Kommentar. 3. Aufl., Loseblatt-Ausg., Verlag Otto Schwartz, Göttingen 1977–1994